# Nordstjernan (kalender)

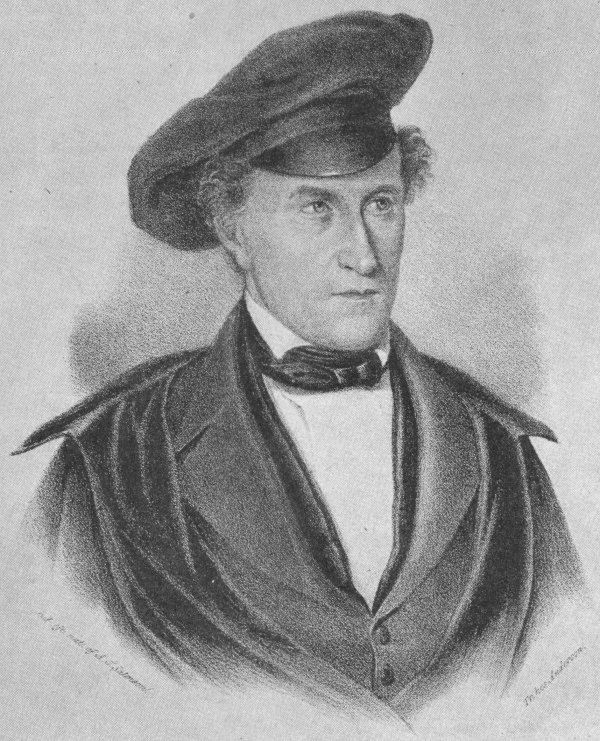
Carl Jonas Love Almqvist porträtterad 1843 i Nordstjernan.

Nordstjernan, svensk kalender i större format, med ren litteraturprägel. Utgavs en gång om året 1843–1848 samt ett extra nummer 1859.
Nordstjernan hade utöver litterära bidrag en mängd vackra litograferade porträtt och titelblad. Bland annat kan nämnas ett berömt porträtt av Carl Jonas Love Almqvist 1843.